# Zingiber zerumbet
Zingiber zerumbet, jinak také awapuhi, v anglicky mluvících zemích známý také jako shampoo ginger - šamponový zázvor, je druh trvalé rostliny z čeledi zázvorníkovitých (Zingiberaceae).

## Popis
Rostlina dorůstá výšky až 2,1 m, tvořena je zejména ze země vyrůstajícími listovými lodyhami, které v dormantním období rostliny odumírají a přežívá pouze oddenek.
Oddenky vzhledem velmi blízce připomínají komerčně rozšířený zázvor lékařský, patrný rozdíl je ve výrazně ostré, hořké chuti u tohoto druhu.
Listy jsou sudozpeřené (10-12), jednotlivé čepele úzce eliptické až kopinaté, cca 0,3 m dlouhé 6-7 cm široké.
Květenství jsou tvarem vejčitá, tvořena šišticovitě uspořádanými šupinovitými listeny, zpoza nichž později vyrůstají květy, nesou je vzpřímené pseudolodyhy, které jsou vždy kratší než rostlina samotná a generují se zpravidla až ke konci vegetačního období. Listeny mají ledvinovitý tvar, 2–3 × 3–4 cm, nabývají nejprve zeleného, po odkvětu červeného (typicky), žlutého či fialového zbarvení. V průběhu zrání se listenová šištice plní slizovitou, po zázvoru vonící tekutinou. Samotné květy bilaterální, tvořeny třemi korunními lístky, světle žluté až bílé. Plodem je černá, hladká tobolka.

## Ekologie
Roste na stinných, vlhkých stanovištích v subtropických a tropických lesích s výživnou, na humus bohatou zeminou, typicky u řek a jiných vodních ploch. V příhodných podmínkách je druh schopen až agresivního invazivního šíření do okolní flóry.

## Rozšíření
Rostlina pochází z oblastí Polynésie, rozšířená je v Indii, Jihovýchodní Asii, Austrálii, Karibiku a na Havajských ostrovech.

## Využití
Slizovitá, bezbarvá až mléčně bělavá tekutina produkována dospělými květenstvími se dá pro svou příjemnou, zázvorovou vůni užít k mytí vlasů jako přírodní šampon, popřípadě i mytí celého těla či jako přírodní lubrikant.
Do listů se v tradiční kuchyni balí různé pokrmy, zejména pak maso, kterým se vařením v těchto balíčcích dodává ostré zázvorové chuti. Do pokrmů se dají využít i mladé výhonky, listové řapíky, oddenky a květové pseudolodyhy.
Mleté sušené oddenky mají široké využití jak v tradiční, tak i moderní medicíně, kosmetice a farmacii, užívány jsou proti bolestem, zánětům, průjmu, vnitřním parazitům, kožním chorobám či trávicích potížích. Mezi účinné látky zde obsažené patří např. seskviterpen zerumbon s protirakovinými účinky, dále nerolidol, humulen, kadinen, monoterpeny pinen, myrcen, limonen, borneol a jeho acetátový ester, linalool, ad..Prokázány byly silné protizánětlivé, antibakteriální a antiparazitické účinky, alkoholový extrakt dobře inhibitoval růst plísňových a bakteriálních kolonií.
Rostliny jako takové mohou rovněž sloužit jako estetické ozvláštnění zahrad, kde se okrasně pěstují. Na trhu jsou dostupné oddenky i celé rostliny v květináčích.

## Galerie

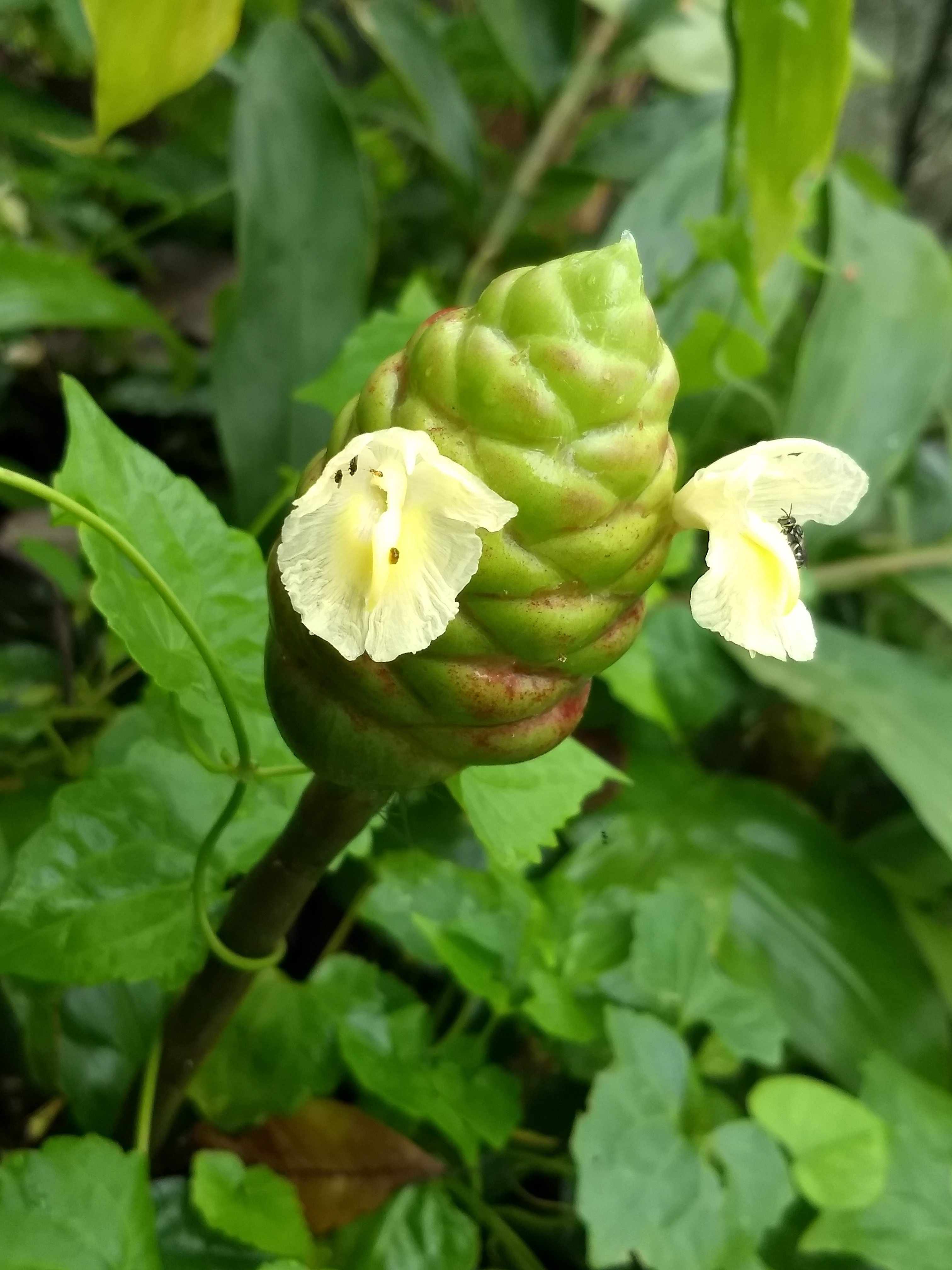
květy
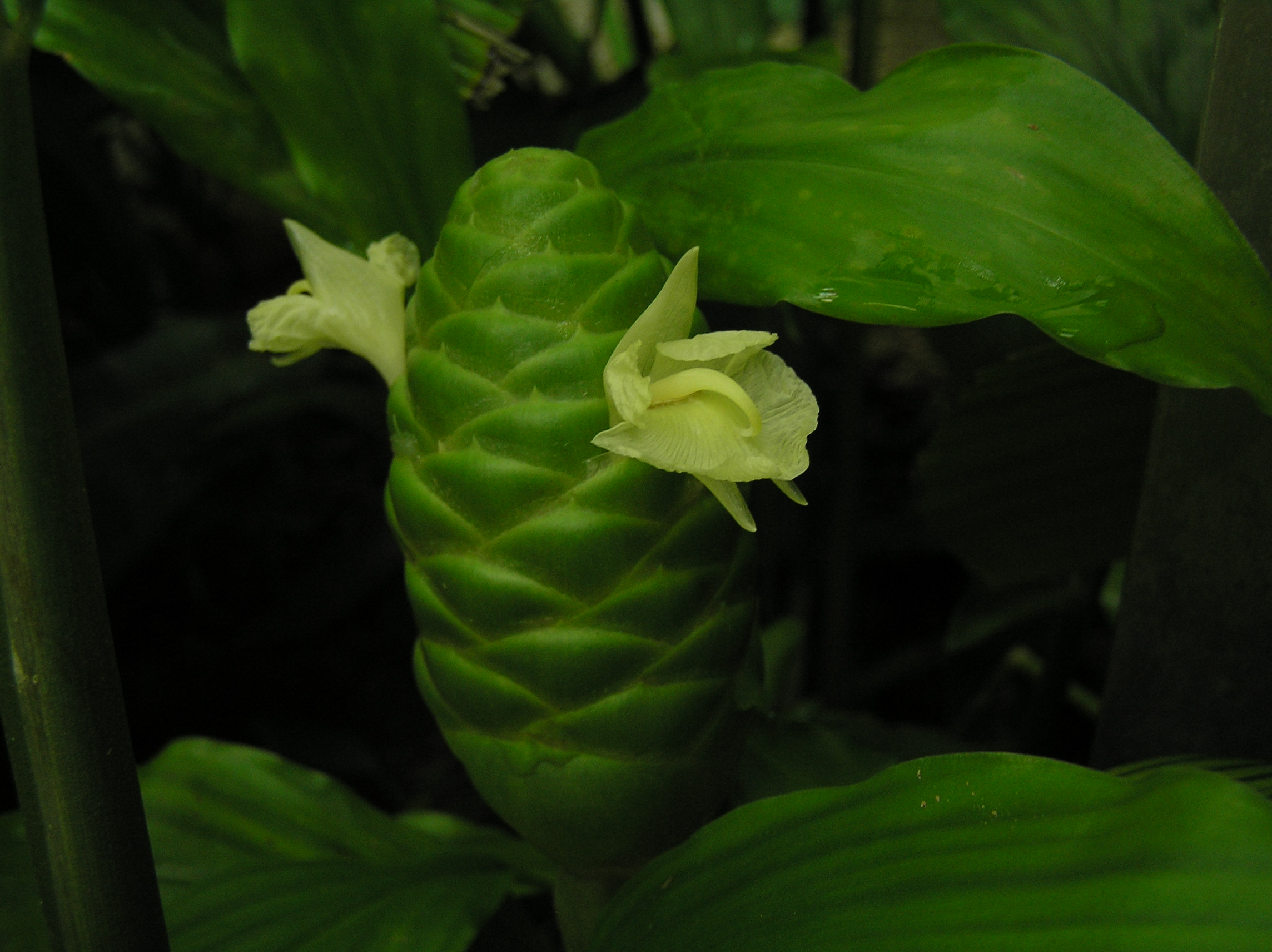
kvetoucí šištice
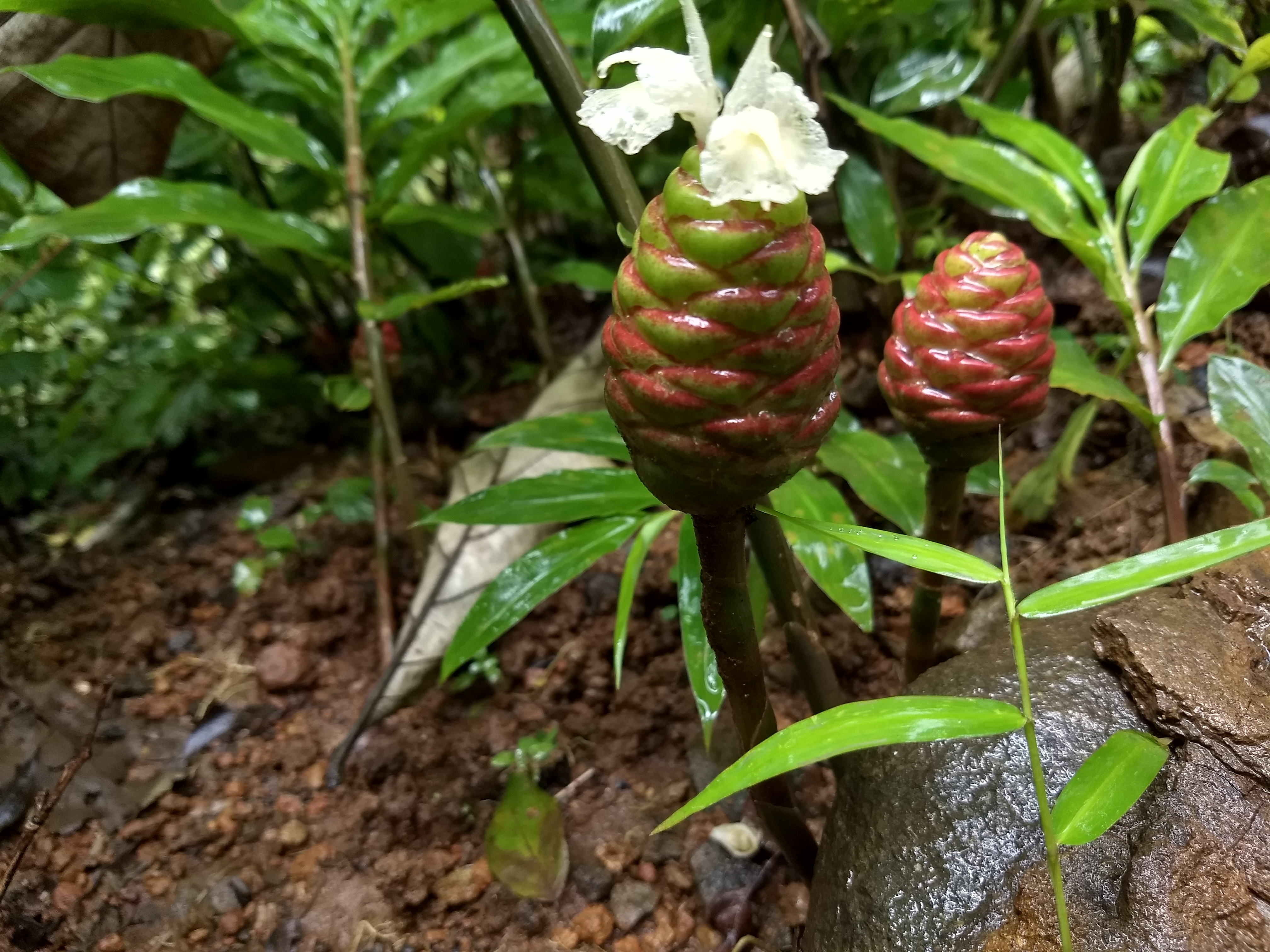
kvetoucí šištice
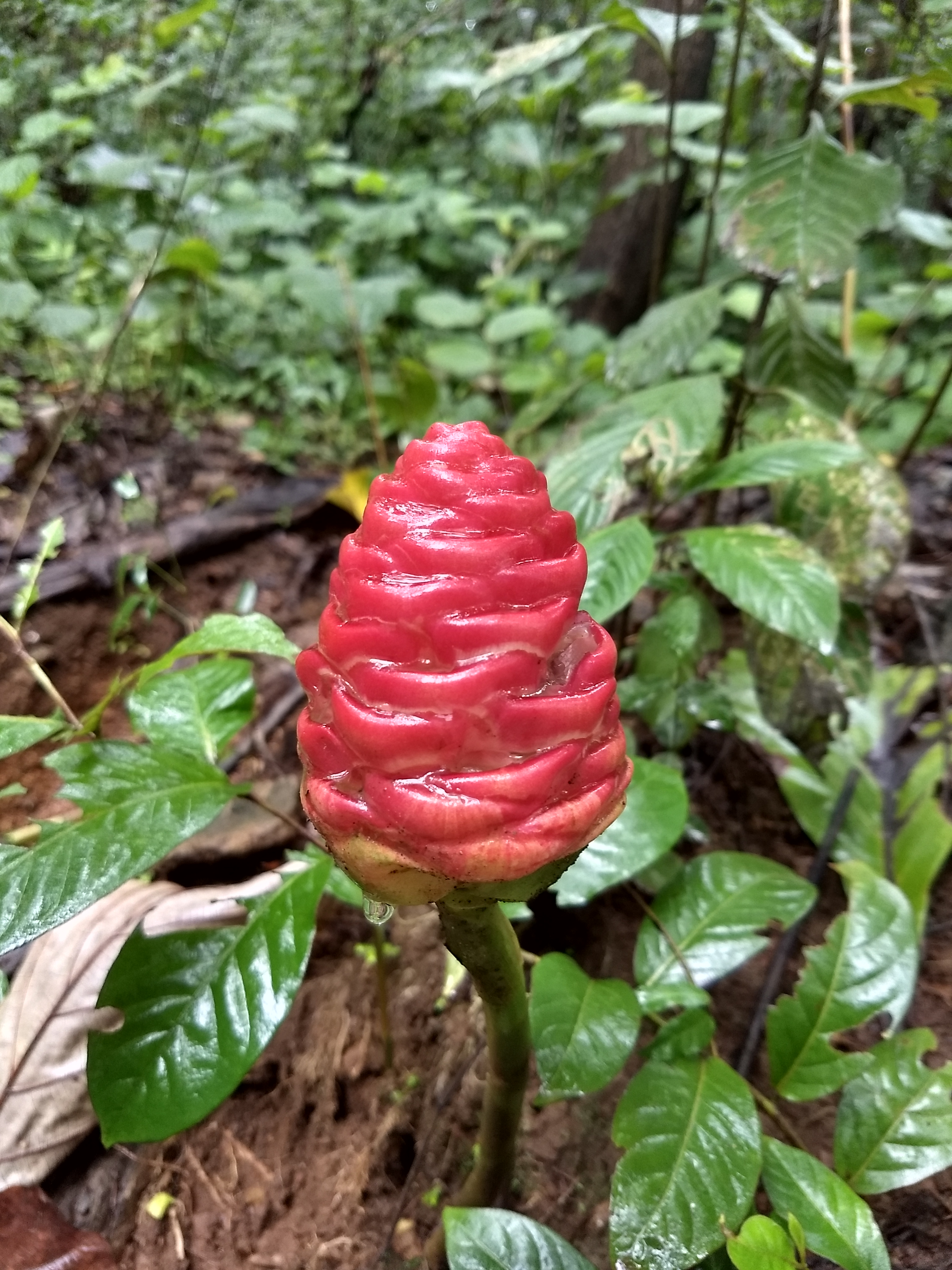
červená varianta šištice
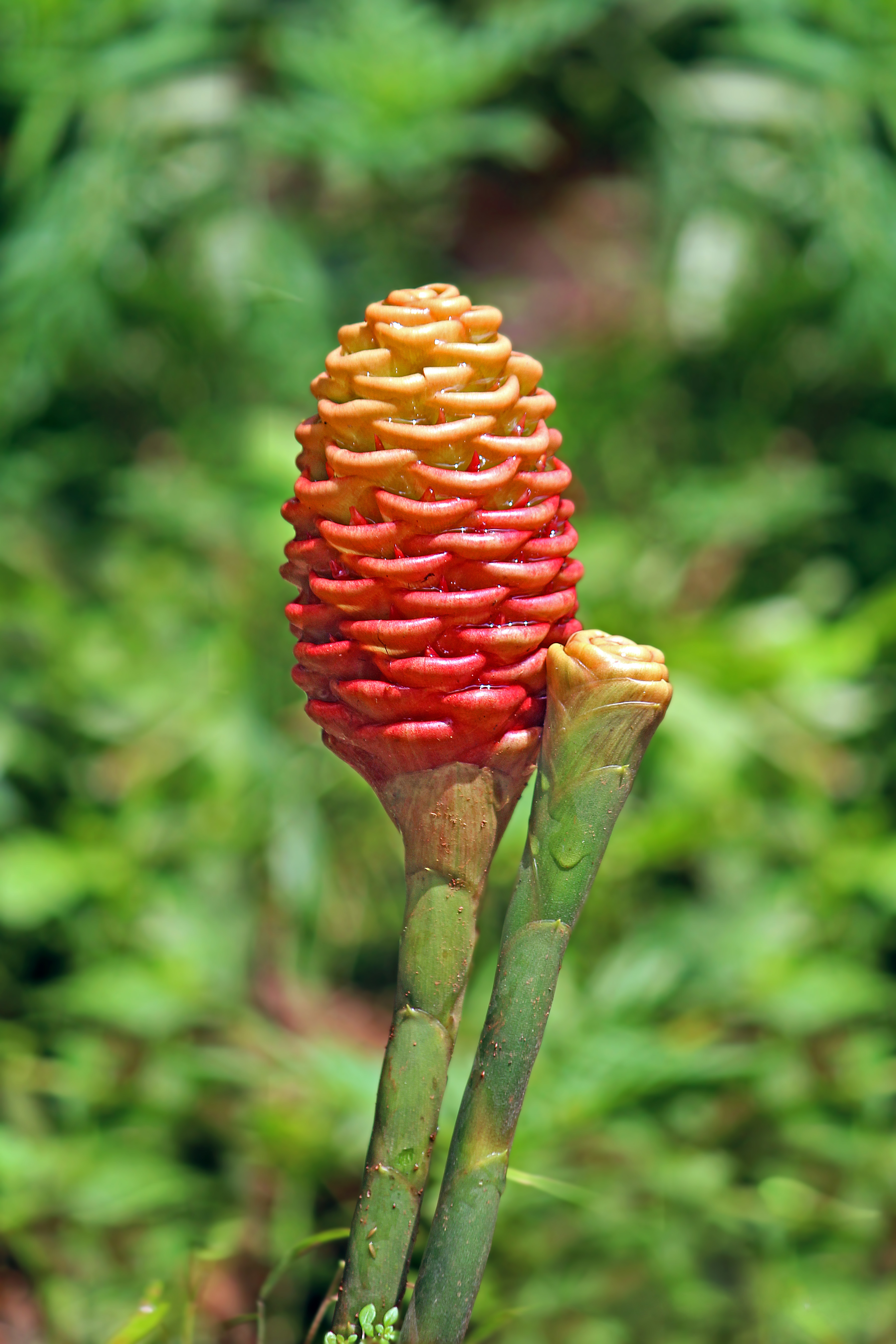
červená varianta šištice
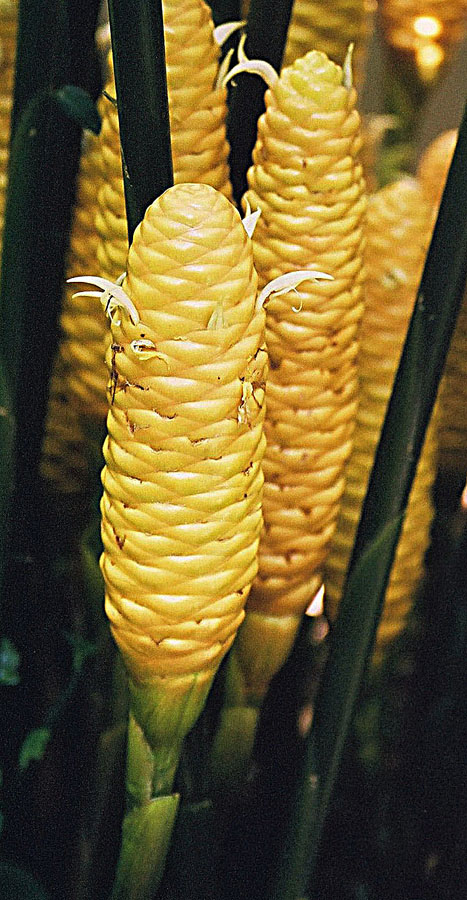
žlutá varianta šištice
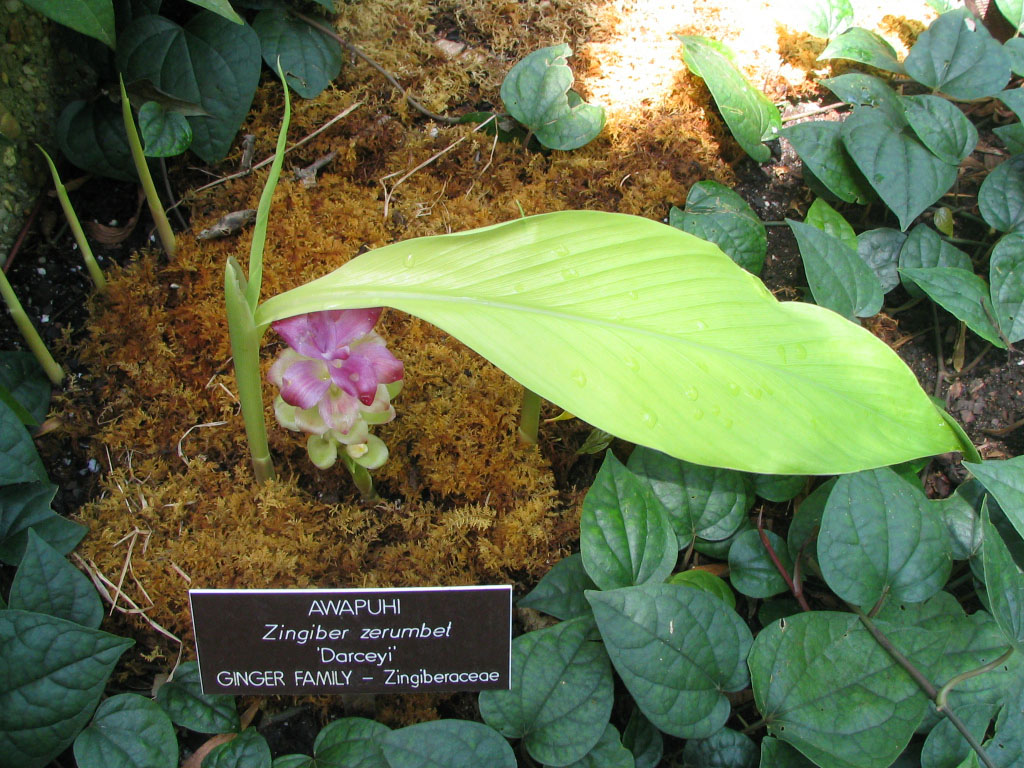
fialová varianta šištice
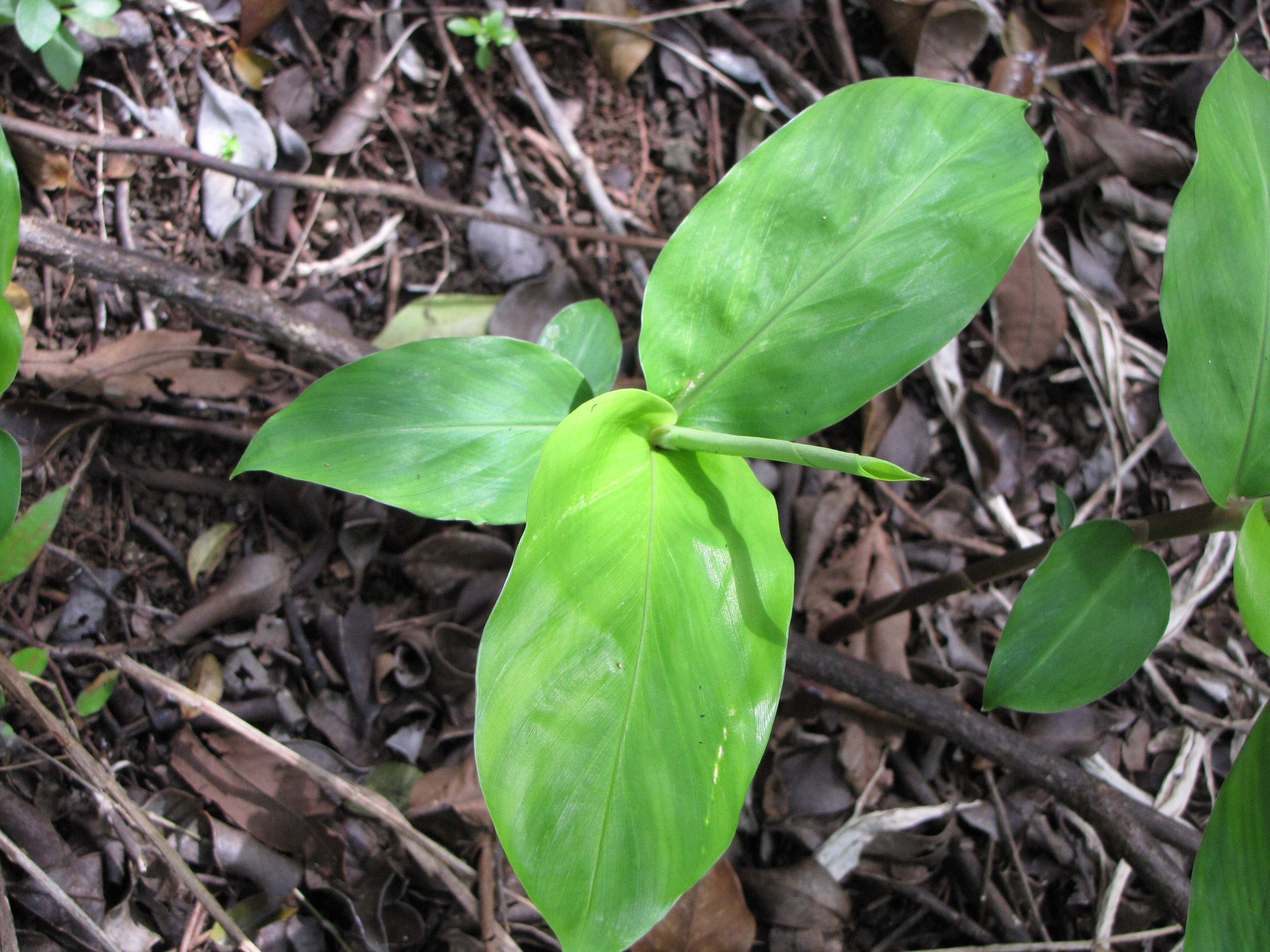
mladá rostlina
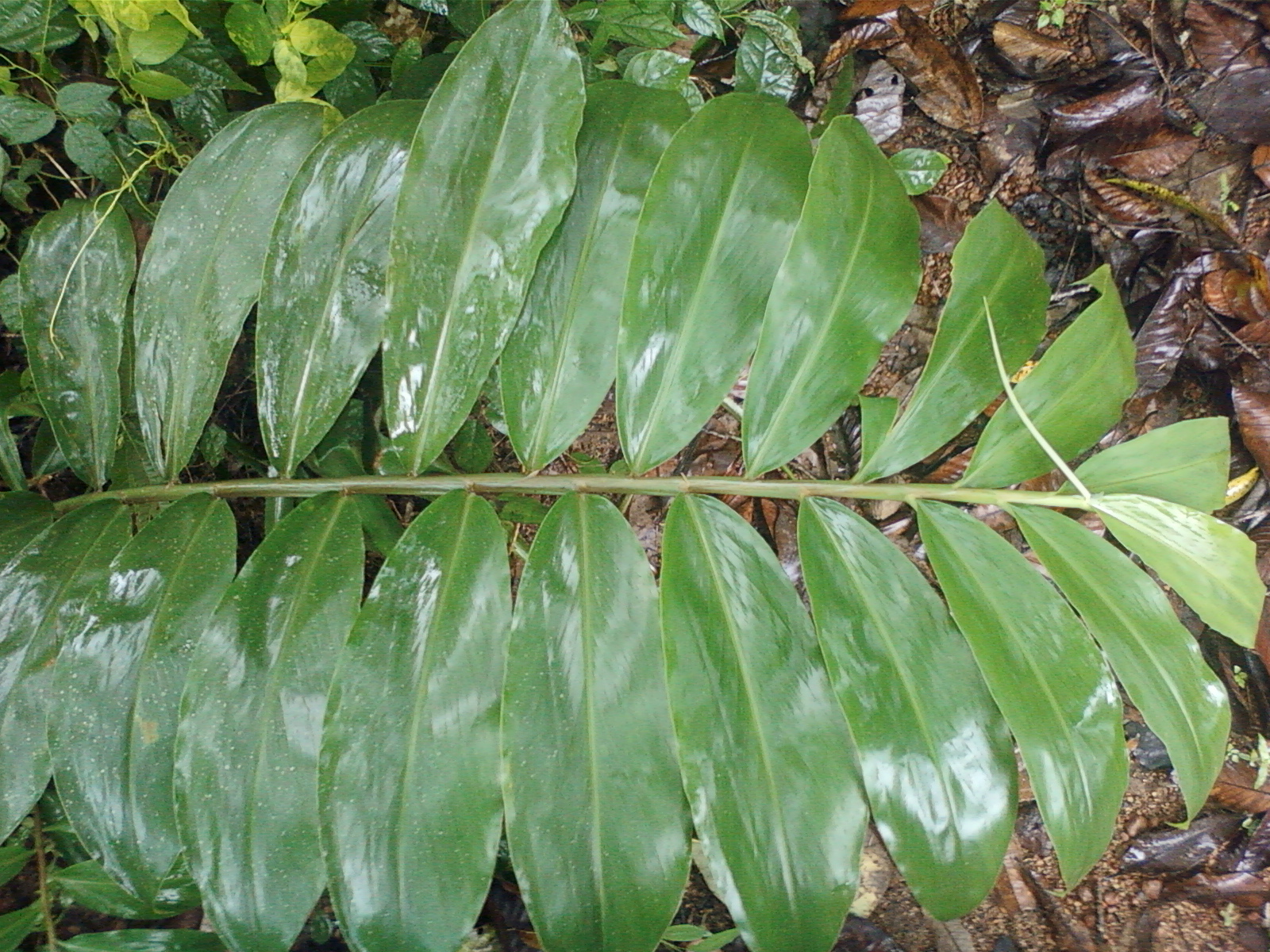
list
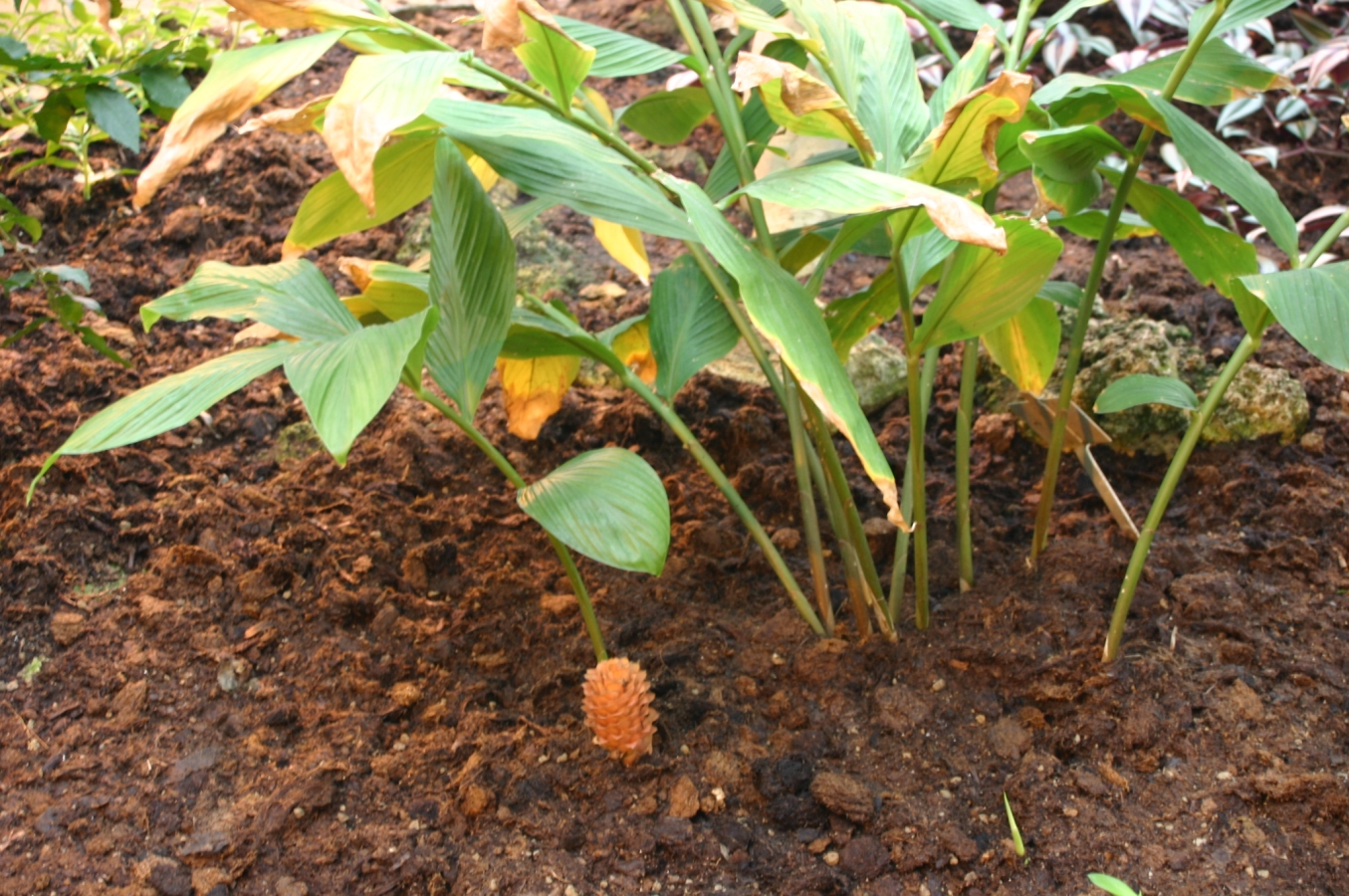
rostlina a mladá nevyvinutá šištice
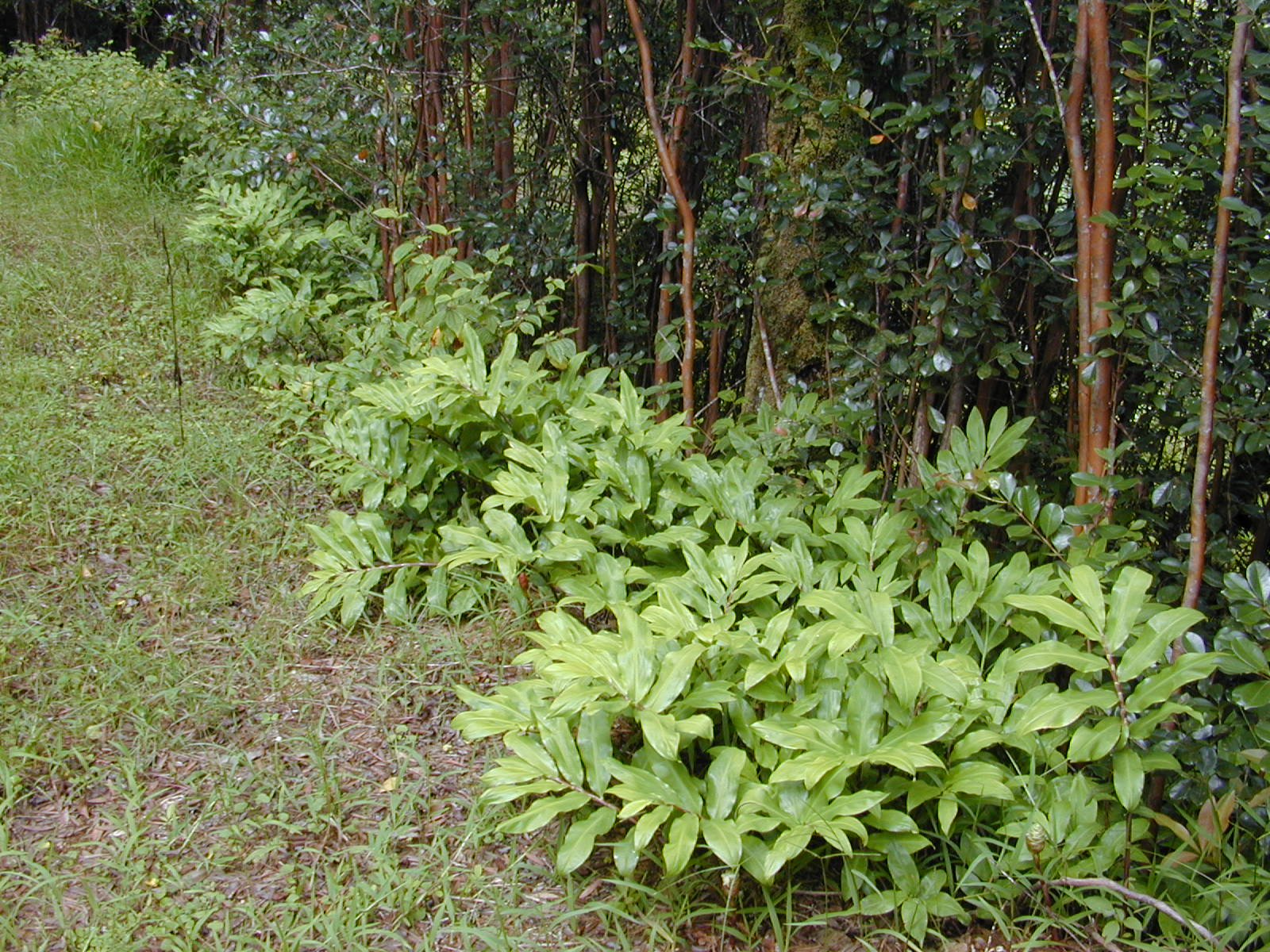
porost
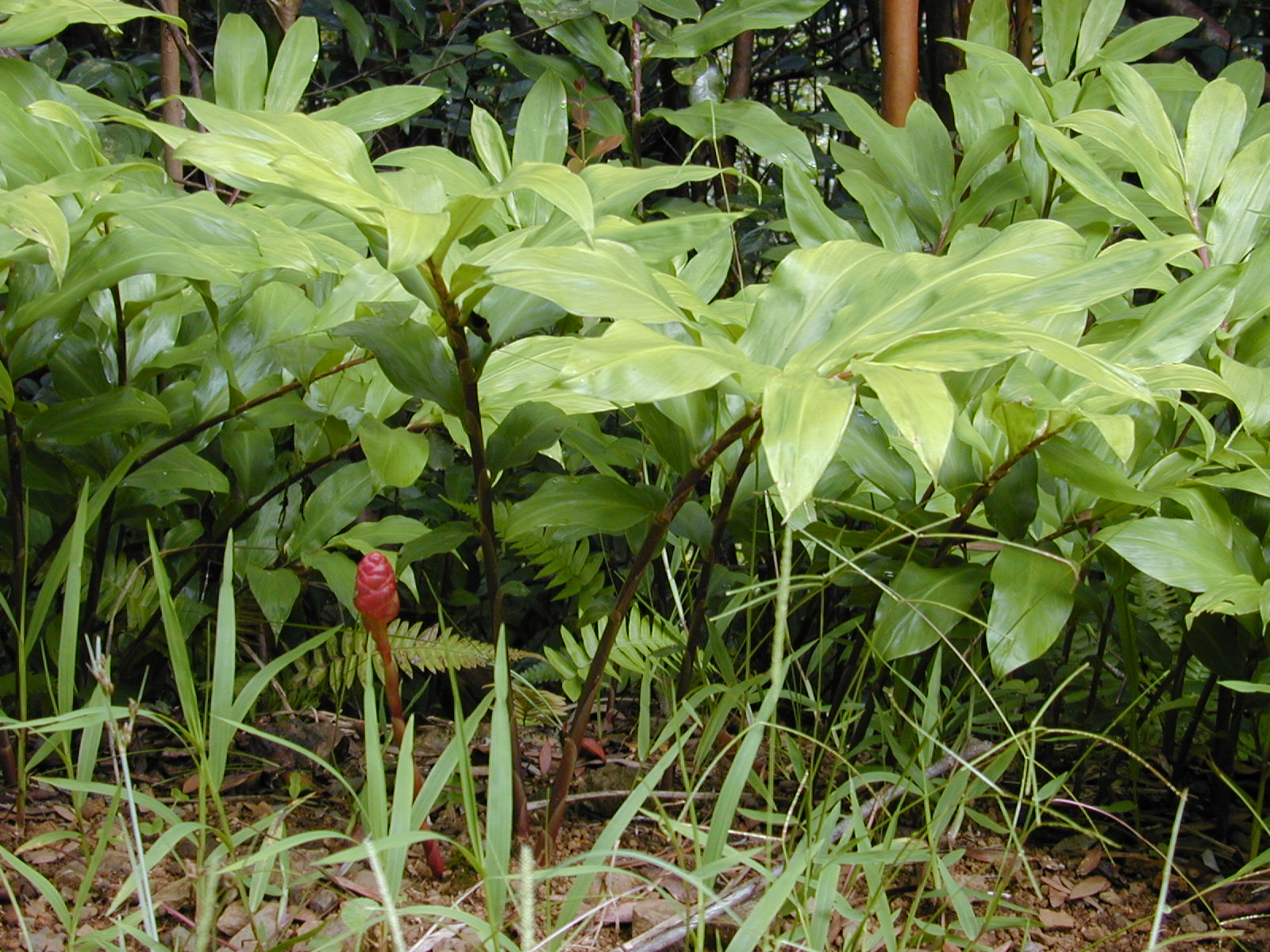
porost